# Alberto José Navarro González
Alberto José Navarro González (Santa Cruz de Tenerife, 27 de marzo de 1955) es un diplomático español.

## Biografía
Hijo del destacado filólogo Alberto Navarro González, licenciado en Derecho, ingresó en la carrera diplomática en abril de 1980. 
Ha estado destinado en las representaciones diplomáticas españolas en Honduras, Checoslovaquia y en la Misión de España ante las Comunidades Europeas. Ha sido en el Ministerio de Asuntos Exteriores subdirector general de Coordinación de Programas Comunitarios de Cooperación, director general de Coordinación Jurídica e Institucional Comunitaria y director general jefe del Gabinete del ministro de Asuntos Exteriores, en ese momento Carlos Westendorp. En 1997 fue nombrado director del Departamento para la Ayuda Humanitaria de la Comunidad Europea (ECHO) y, posteriormente, jefe de Gabinete del Secretario General-Alto Representante para la Política Exterior y de Seguridad Común del Consejo de la Unión Europea, Javier Solana. 
En septiembre de 2003 fue designado embajador de la Comisión Europea en Brasil y en 2004 pasó a ocupar el puesto de secretario de Estado para la Unión Europea en el Gobierno del presidente José Luis Rodríguez Zapatero. De 2008 a 2010 fue embajador de España en Portugal. En octubre de 2010 sustituyó a Luis Planas Puchades como embajador de España en Marruecos, relevándole en el cargo en octubre de 2013 José de Carvajal Salido. En ese año, fue nombrado jefe de la delegación de la Unión Europea en República Dominicana, con rango de embajador. Desde septiembre de 2017, es embajador de la Unión Europea en Cuba.
El 24 de febrero de 2021 se conoció que Alberto José Navarro González emitió una carta a Joe Biden solicitándole que levantara el embargo que tiene impuesto sobre Cuba. Así pues, el 26 de febrero del mencionado año, en una entrevista ofrecida al medio de prensa digital sin fines de lucro, CubaNet, dedicado a promover la prensa alternativa en Cuba e informar sobre la realidad de la isla, negó que Cuba fuera una dictadura. Estos hechos provocaron que el Alto Representante de la UE para Política Exterior, Josep Borrell, convocara al embajador de la UE en Cuba, Alberto José Navarro González, para que diera explicaciones por la carta que envió al presidente estadounidense, Joe Biden, para pedirle que ponga fin al embargo sobre la isla. La petición se produjo después de que un grupo de eurodiputados del PP y del Grupo Popular Europeo, así como varios miembros de otros grupos como Renew y ECR,  enviaran a Borrell una carta en la que pedían la «inmediata destitución» de Navarro por «defender el régimen castrista» y «no ser digno de las altas funciones que ostenta y tiene encomendadas». En ella, los eurodiputados criticaban al diplomático por haber firmado una misiva, con fecha 9 de febrero, enviada al nuevo presidente de EE. UU. en la que se solicitaba el levantamiento del embargo estadounidense a la isla.